# Баранов Василь Андрійович
Васи́́ль Андрі́́йович Бара́́нов (1914—1945) — радянський військовик часів Другої світової війни, командир мотострілецького батальйону 1-ї гвардійської механізованої бригади 1-го гвардійського механізованого корпусу, гвардії капітан. Герой Радянського Союзу (1945).

## Життєпис
Народився 4 лютого 1914 року в селі Гайчул (нині — село Новоукраїнка Більмацького району Запорізької області) в селянській родині. Росіянин. З 1921 по 1936 роки виховувався в дитячому будинку міста Бердянська.
До лав РСЧА призваний Маріупольським МВК Сталінської області 1936 року. Закінчив полкову школу молодших командирів. Після завершення строкової служби залишився в армії старшиною. На початку 1941 року екстерном склав екзамени за курс піхотного училища й отримав військове звання «молодший лейтенант».
Учасник німецько-радянської війни з 22 червня 1941 року. Воював на Західному, Брянському, Центральному, Південно-Західному, 3-му Українському фронтах. Пройшов бойовий шлях від командира взводу до командира батальйону.
17 квітня 1945 року в бою за поселення Циллінгталь (Австрія) був смертельно поранений. Похований у братній могилі в місті Відень.

## Нагороди
Указом Президії Верховної Ради СРСР від 29 червня 1945 року «за зразкове виконання бойових завдань командування на фронті боротьби з німецькими загарбниками та виявлені при цьому відвагу і героїзм», гвардії капітанові Баранову Василю Андрійовичу присвоєно звання Героя Радянського Союзу (посмертно).
Нагороджений орденами Леніна (29.06.1945), Олександра Невського (22.01.1945), Вітчизняної війни 1-го ступеня (23.02.1945), Червоної Зірки (15.07.1943) і медаллю «За бойові заслуги» (20.07.1942).